# 2014
Évszázadok: 20. század – 21. század – 22. század
Évtizedek: 1960-as évek – 1970-es évek – 1980-as évek – 1990-es évek – 2000-es évek – 2010-es évek – 2020-as évek – 2030-as évek – 2040-es évek – 2050-es évek – 2060-as évek
Évek: 2009 – 2010 – 2011 – 2012 –  2013 – 2014 – 2015 – 2016 – 2017 – 2018 – 2019
2014 (MMXIV) első napja szerdára esett a Gergely-naptár szerint. Időszámításunk 2014. éve, a 3. évezred és a 21. század 14. éve, a 2010-es évek 5. éve.

## Események

### Január
- január 1.

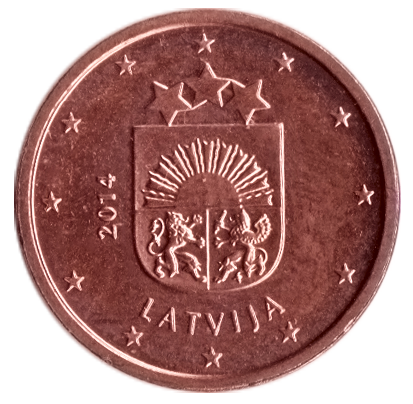
A lett 1 centes

  - Lettország saját valutaként bevezeti az eurót.[1]
  - Június végéig Görögország veszi át Litvániától az Európai Unió Tanácsának soros elnökségét.[2]
  - Az olaszországi központú Fiat autógyár bejelenti, hogy megvásárolja az amerikai Chrysler Corporation részvényeinek azt a 41,5 százalékát, amely még nem volt a birtokában, és ezzel a cég kizárólagos tulajdonosa lesz. (A cégegyesülés után a Fiat lesz a világ hetedik legnagyobb autógyártó cége.)[3]
- január 3. – A libanoni Tripoliban több tízezer pótolhatatlan könyv és kézirat esik egy – feltehetően vallási indíttatású – könyvtárgyújtogatás áldozatául.[4]
- január 6. – Az Amerikai Egyesült Államok Szenátusa megerősíti Janet Yellen közgazdászprofesszor asszony kinevezését a Federal Reserve System, az amerikai jegybank elnöki tisztére. (Yellen az első nő lesz ebben a pozícióban és február 1-jén foglalja el hivatalát.)[5]
- január 12. – Az Ifj. Richter József vezette Richter lovas akrobata csoport első magyarként megnyeri a Fővárosi Nagycirkuszban megrendezett 10. Budapesti Nemzetközi Cirkuszfesztivált. Arany Pierrot-díjat kap még  a német Casselly család akrobatikus elefántszámukért, valamint a kínai Quingdao csoport rúdakrobata számukért.[6]
- január 13. – Ismeretlen elkövető házilag összebarkácsolt bombát robbant a CIB Bank XIII. kerületi Lehel utcai fiókja előtt. (A fiókban jelentős anyagi kár keletkezett, azonban személyi sérülés nem történt.)[7]
- január 14.
  - Oroszország és Magyarország együttműködési megállapodást írt alá az atomenergia békés célú felhasználásáról, mely magában foglalja két új blokk megépítését a Paksi Atomerőműben.[8]
  - Kétnapos népszavazás kezdődik Egyiptomban az ország új alkotmányáról. (A Muszlim Testvériség a szavazás bojkottjára hívta fel a lakosságot.)[9]
- január 17. – Bohuslav Sobotkát, a Cseh Szociáldemokrata Párt (CSSD) elnökét nevezi ki miniszterelnökké Miloš Zeman cseh államfő.[10]
- január 21. – Szerbia – a tagjelöltség birtokában – megkezdi a EU-csatlakozási tárgyalásokat Brüsszelben.[11]

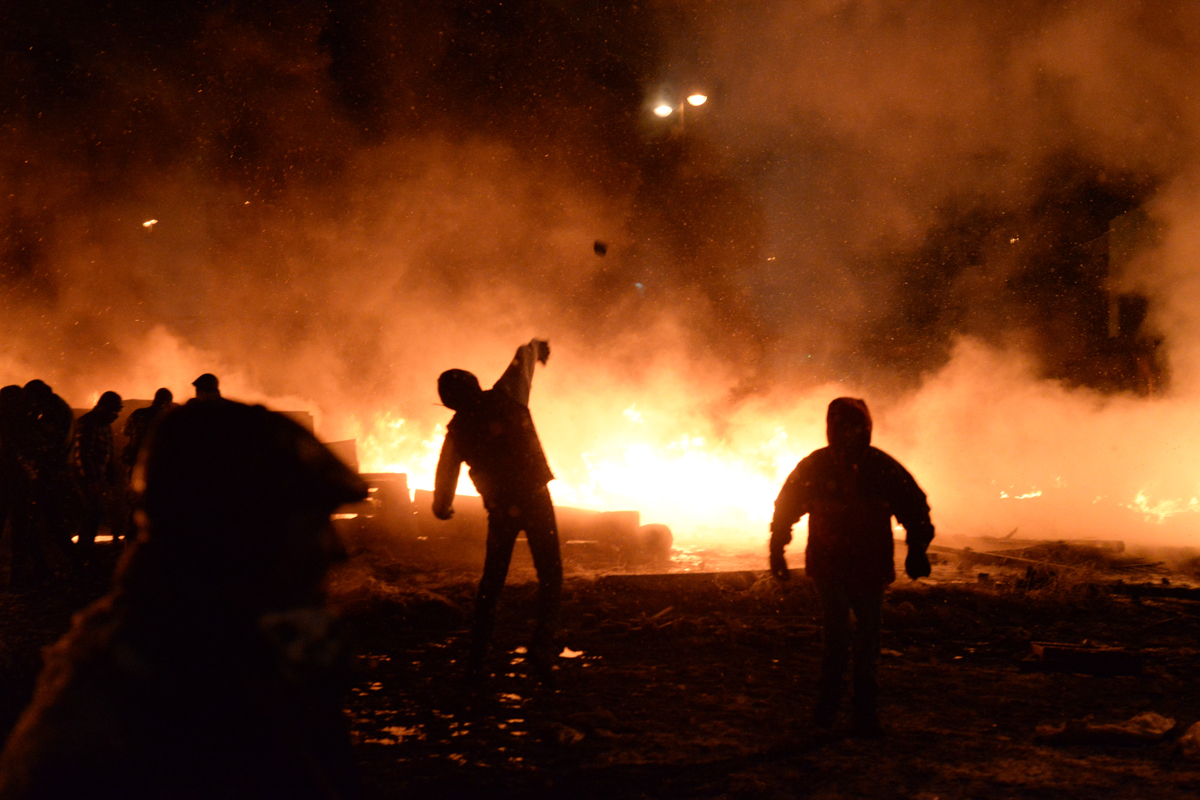
Ukrajnai tüntetések

- január 22. – Legkevesebb öt ember életét veszíti a kijevi zavargások során, melyben a Viktor Janukovics elnök irányítása alatt álló rendőri szervek és kormányellenes tüntetők csaptak össze.[12][13][14] Ukrajnában hosszú ideje konfliktusok zajlanak, fennáll a polgárháború kirobbanásának a veszélye is.[15]
- január 28.
  - Visszavonja az ukrán parlament a tüntetéseket korlátozó törvényeket, Mikola Azarov miniszterelnök pedig felajánlja maga és kormánya lemondását, amit Viktor Janukovics elnök el is fogadott. (A kabinet a következő kormány megalakításáig ügyvezetőként – Szerhij Arbuzov első miniszterelnök-helyettes vezetésével – a helyén maradt.)[16]
  - Az ENSZ Biztonsági Tanácsa egyhangúlag jóváhagyja, hogy az Európai Unió katonákat küldjön a Közép-afrikai Köztársaságba az ottani francia haderő és az Afrikai Unió egységei támogatására.[17]
- január 30. – japán és amerikai tudósok gyorsan és olcsón állítottak elő embrióéhoz hasonló őssejtet, mely eljárás a személyre szabott gyógyítás új korszakát jelentheti.[18]

### Február
- február 2.
  - Salvador Sánchez Cerén egykori gerillavezér szerzi a legtöbb szavazatot az el salvadori elnökválasztás első fordulójában.[19]
  - A Costa Rica-i elnökválasztás első fordulója. (Az első helyen a baloldali Luis Solis végzett, megelőzte a kormányzó párt jelöltjét, Johnny Arayát.)[20]
  - Előrehozott parlamenti választások Thaiföldön, ahol ismét a kormányzó Puea Thai párt szerez többséget a parlamentben.[21]
- február 14. – Átadják a Molnár Pál által alapított nemzetközi irodalmi díjat, a XVIII. Balassi Bálint-emlékkardot.
- február 18. – Magyarországon hatályba lép az a rendelet, amely szigorú szabályokat vezet be az élelmiszerekben előforduló transz-zsírsavakra vonatkozóan. (A rendelet szerint az élelmiszerek összes zsírtartalmának 100 grammjában maximálisan 2 gramm transz-zsírsav lehet.)[22]
- február 21. – Az ukrán parlament elfogadja azt a törvényt amely – az elnöki jogkört szűkítő – 2004-es alkotmányhoz való visszatérést mondja ki.[23]
- február 22.
  - Az ukrán parlament elnöke, Volodimir Ribak benyújtja lemondását,[24] helyére a parlament Olekszandr Turcsinovot választja.[25]
  - Kállay-Saunders András és a Running című dal nyeri az Eurovíziós Dalfesztivál magyarországi előválogatóját, A Dalt.

- február 23.

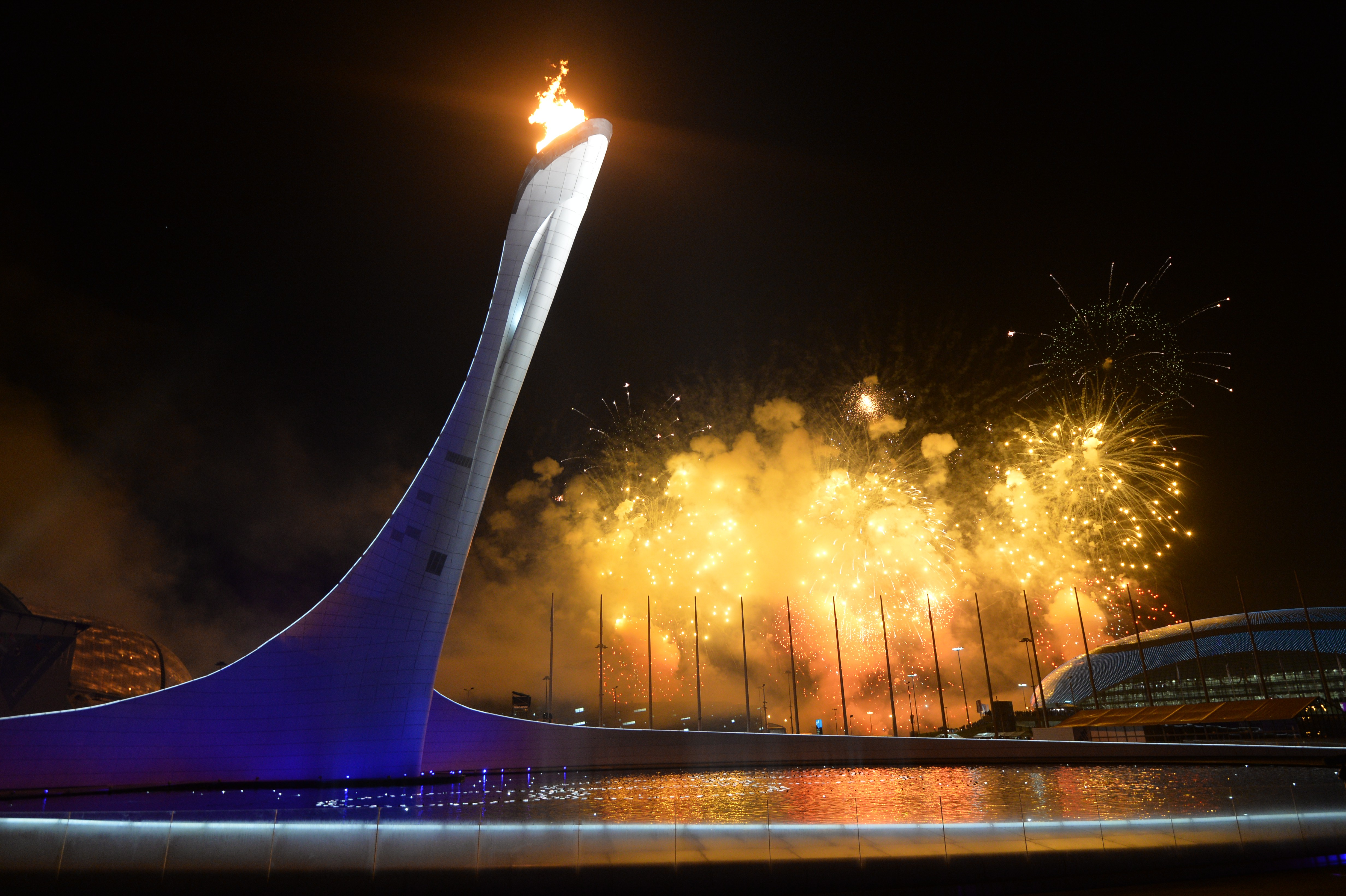
Az olimpiai láng

  - Olekszandr Turcsinovot, az ukrán parlament elnökét bízza meg a törvényhozás az államfői feladatok ideiglenes ellátásával. (Feladatát az új elnök beiktatásáig látja el.)[26]
  - Záróünnepséggel véget értek Szocsiban a XXII. téli olimpiai játékok. (Thomas Bach NOB-elnök úgy értékelte a szocsi olimpiát, hogy „Oroszország minden egyes ígéretét teljesítette”.)[27]
- február 26.
  - Felbomlik a Victor Ponta vezette román kormány, mivel lemondtak a nemzeti liberális miniszterek.[28]
  - Aláírják a tizenkétmilliárd forintos kormánytámogatással és széles körű tudományos együttműködéssel induló Nemzeti Agykutatási Program (NAP)  négyéves programját. A NAP-program elnöke Freund Tamás akadémikus, az MTA Kísérleti Orvostudományi Kutatóintézet igazgatója.[29]
- február 27. Az ukrán parlament nagy többséggel miniszterelnökké választotta Arszenyij Jacenyukot, a Julija Timosenko volt kormányfő mögött álló Haza (Batykivscsina) párt frakcióvezetőjét, és jóváhagyta az új kormány tagjait.[30]

### Március
- március 2. – Los Angelesben, a hollywoodi Dolby Színházban rendezik meg a 86. Oscar-gálát. (A legjobb film díját a 12 év rabszolgaság, a legjobb rendezőét Alfonso Cuarón, a legjobb férfi főszereplőét Matthew McConaughey, a legjobb női főszereplőjét pedig Cate Blanchett kapta.)[31]
- március 4. – Biológiai veszélyt is hordozhat a klímaváltozás miatti olvadás, hiszen orosz és francia tudósok felélesztenek egy, a szibériai permafrosztban hibernált eddig ismeretlen, de emberre veszélytelen 30 ezeréves óriásvírust. (A vírus alig néhány perccel a kiolvasztása után megfertőzte és elpusztította a vele egy petricsészébe zárt egysejtű amőbákat.)[32]
- március 5. – Victor Ponta román kormányfő harmadik alkalommal alakítja át kormányát, melyben a Romániai Magyar Demokrata Szövetség (RMDSZ) két tárcát kap.[33]
- március 8. - A Malaysian Airlines 370-es járata eltűnik a radarokról a Thai öböl felett.

- március 10.

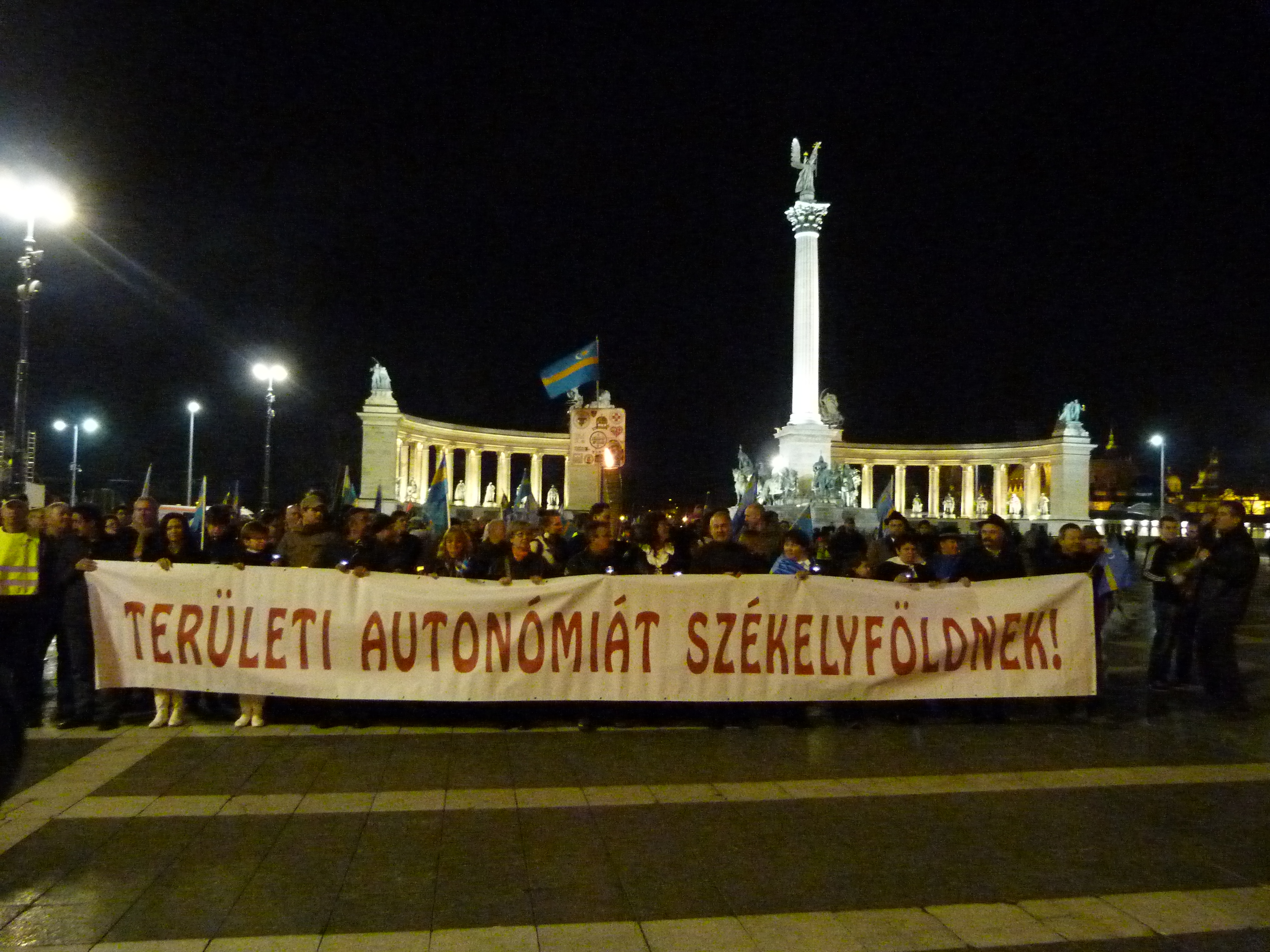
Tüntetés Székelyföld területi autonómiájáért (Budapest)

  - Két maszkot viselő elkövető gyúlékony folyadékkal leönti, majd felgyújtja a Vereckei-hágó közelében lévő magyar millecentenáriumi emlékművet.[34]
  - Tüntetés Székelyföld autonómiájáért Budapesten, a Hősök terén.[35]
- március 11. – Szimferopolban a Krími Legfelsőbb Tanács nyilatkozatot hoz arról, hogy a Krími Köztársaság Ukrajnától független terület és szándékában áll Oroszországhoz csatlakozni, amennyiben a március 16-án tartandó népszavazáson arról döntenek majd az ott élők.[36]
- március 12. – Újabb budapesti étterem kap Michelin-csillagot, a Borkonyha, ahol a séf Sárközi Ákos, a tulajdonosok pedig Horváth Tamás és Kalocsai Zoltán. (Kiemelték, hogy a kitűnő ízek mellett az ár-érték arány is számított.)[37]
- március 15.
  - Hatályba lép az új polgári törvénykönyv (Ptk.).[38]
  - Átadják az 1944 előtti állapotnak megfelelően rekonstruált Kossuth teret.[39][40]
  - A szlovákiai elnökválasztás első fordulója. (A kormányzó Irány – Szociáldemokrácia (Smer) elnöke, Robert Fico kormányfő és Andrej Kiska független vállalkozó jutott a második fordulóba, miután Fico 28, Kiska pedig 24 százalékot kapott.)[41]
- március 16.
  - Előrehozott parlamenti választások Szerbiában.[42]
  - A 95 százalékot is meghaladja azok aránya, akik a Krím félszigeten tartott népszavazáson támogatják, hogy az Ukrajnához tartozó autonóm terület csatlakozzon Oroszországhoz.[43]
- március 17. – A Krími Autonóm Köztársaság hivatalosan kérvényezi Oroszországhoz való csatlakozását.[43] (Vlagyimir Putyin orosz elnök aláírta a szakadár terület függetlenségét elismerő rendeletet.)[44]
- március 18. – A Krími Köztársaság, Szevasztopol város és Oroszország aláírja az egyesülési egyezményt.[44]
- március 20. – Az orosz parlament alsóháza, a Duma ratifikálja a Krím és Szevasztopol felvételéről szóló megállapodást.[45]
- március 21.
  - Az orosz parlament felsőháza jóváhagyja a Krím félsziget és Szevasztopol Oroszországhoz csatlakozásáról aláírt megállapodást és az ehhez szükséges alkotmánymódosítási törvényt, melyet később Vlagyimir Putyin orosz elnök alá is írt.[46] A 4-es metró logója A Békemenet a Köröndön

A 4-es metró logója

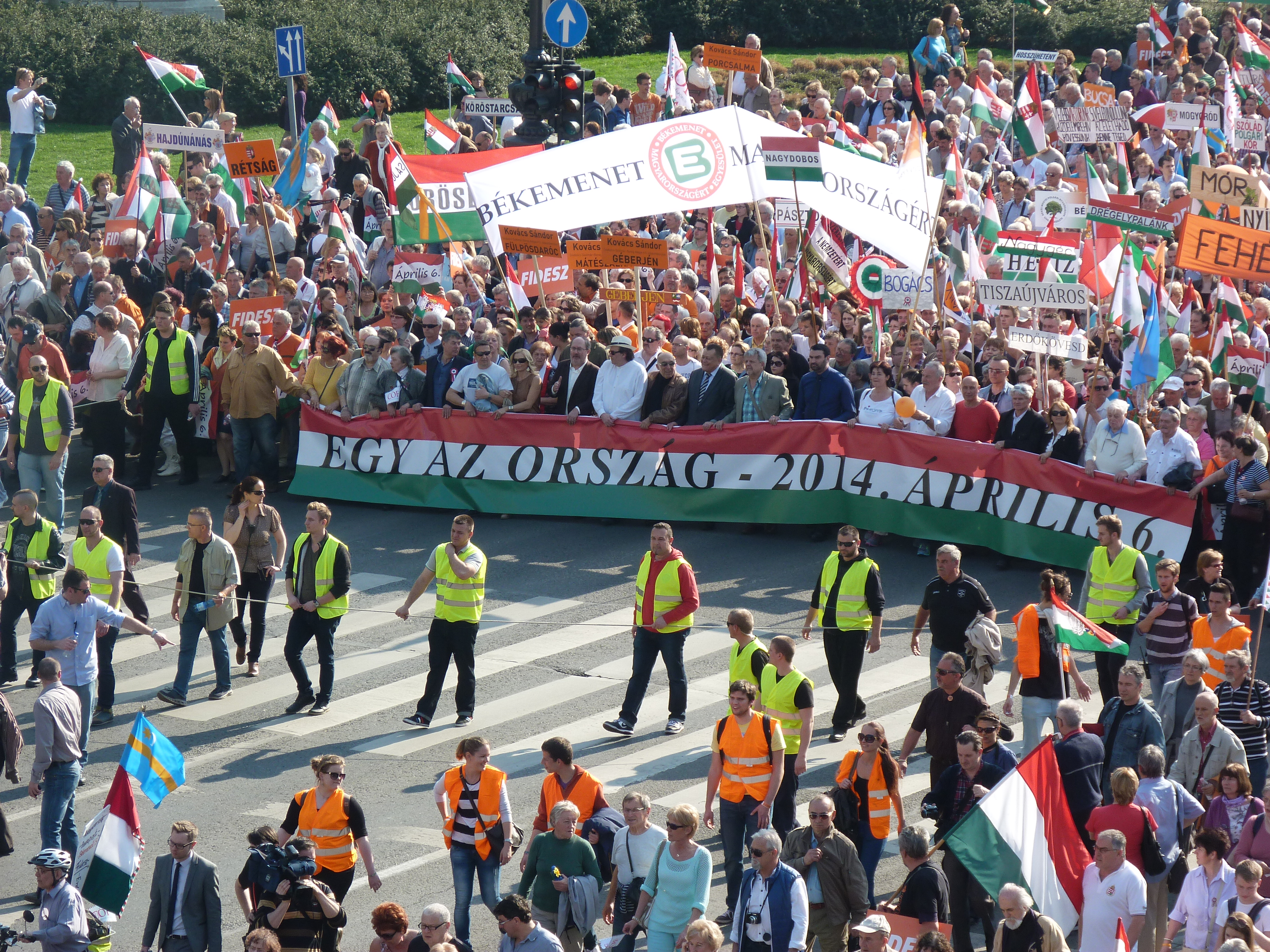
A Békemenet a Köröndön

  - A 28 EU-ország állam-, illetve kormányfője, valamint Arszenyij Jacenyuk ukrán miniszterelnök Brüsszelben aláírja az EU-ukrán társulási megállapodás politikai részét.[47]
- március 27. – A Pest megyei Szadán – Orbán Viktor magyar és Robert Fico szlovák miniszterelnök jelenlétében – átadják a magyar és a szlovák földgázhálózatot összekapcsoló vezetéket. (A tesztidőszak július 1-jén indul, 2015. január 1-jén pedig megkezdődik a normál üzemű működés.)[48]
- március 28. – Budapesten átadják az M4-es metróvonalat.[49]
- március 29. – A 6. Békemeneten mintegy 500 000 -en vonulnak fel a hivatalban levő kormány támogatására. A felvonulás jelmondata – a közelgő országgyűlési választásokra utalva – „Egy az ország – 2014. április 6”.
- március 29. – A szlovákiai elnökválasztás második fordulóját a független Andrej Kiska nyeri, az érvényes szavazatok 59,38 százalékával. (Ellenfele, a hivatalban lévő kormányfő, Robert Fico a voksok 40,61 százalékát kapta meg.)[50]

### Április

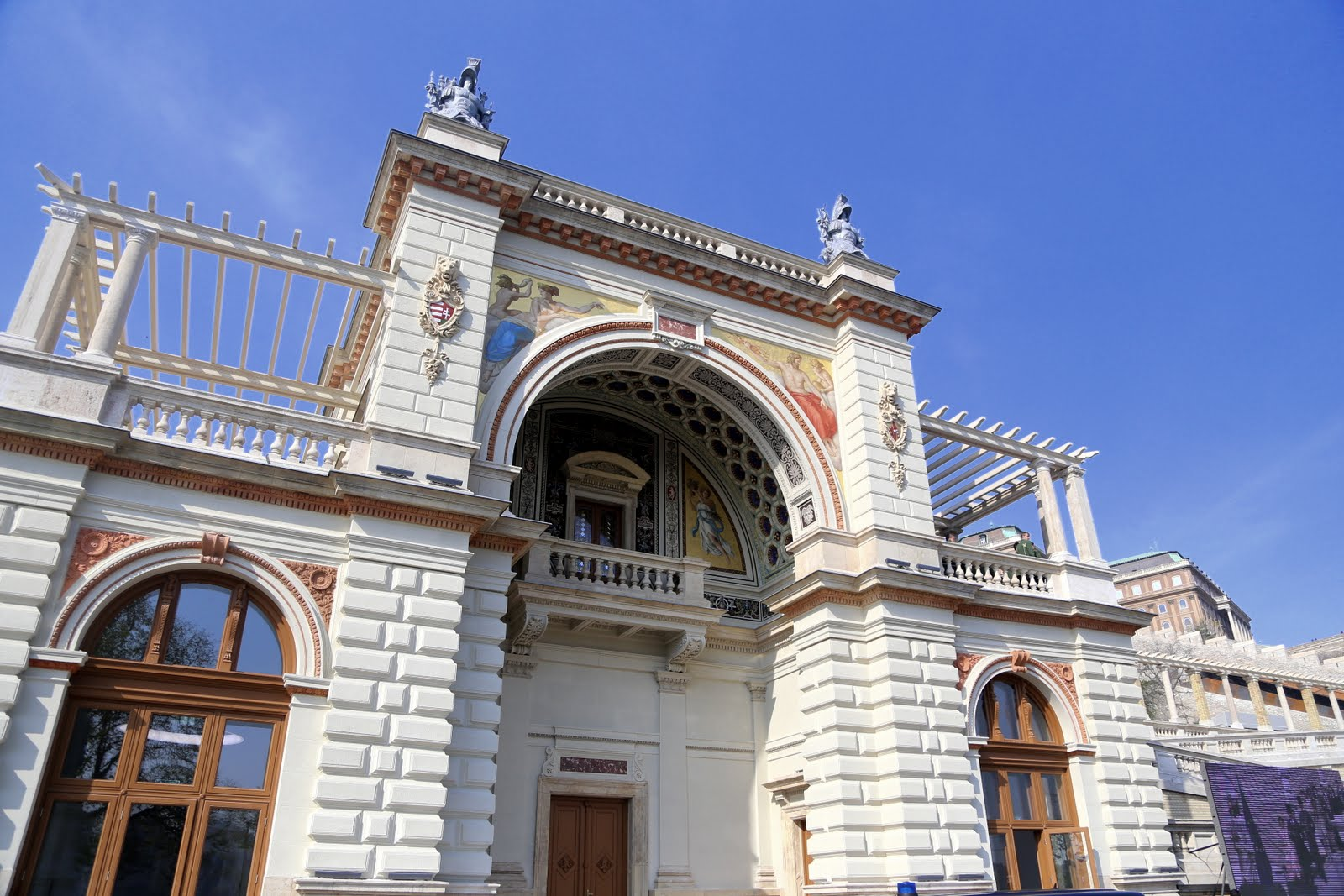
A felújított Várkert Bazár

- április 3. – A fejlesztés első ütemében átadják a Várkert Bazár épületegyüttesét.[51] (A beruházás második ütemének átadására augusztus 29-én került sor.)[52]
- április 6. – Parlamenti választások Magyarországon,[53] melyet a Fidesz–KDNP pártszövetség nyer.[54]
- április 8.
  - A spanyol parlament nagy többséggel elutasítja a november 9-ére tervezett katalán népszavazási indítványt.[55]
  - A Microsoft leállította a Windows XP-nek, a legsikeresebb operációs rendszerének terméktámogatását.[56]
- április 13. – A hivatalban lévő elnök, Gyorge Ivanov nyeri Macedóniában a választás első fordulóját.[57]
- április 17. – Megállapodás születik az ukrán válság megoldására összehívott genfi négyoldalú – John Kerry amerikai, Szergej Lavrov orosz és Andrij Descsica ukrán külügyminiszter, valamint a Catherine Ashton, az Európai Unió kül- és biztonságpolitikai főképviselője részvételével tartott – találkozón a feszültség enyhítését célzó konkrét lépésekről. (A genfi nyilatkozat javasolja a törvénytelen fegyveres csoportosulások leszerelését, a törvénytelenül elfoglalt épületek és közterek kiürítését, illetve amnesztia nyújtását a megmozdulások résztvevőinek, kivéve a köztörvényes bűncselekményeket elkövetőket.)[58] A szentté avatottak képe
a Szent Péter-bazilikán
- április 27.

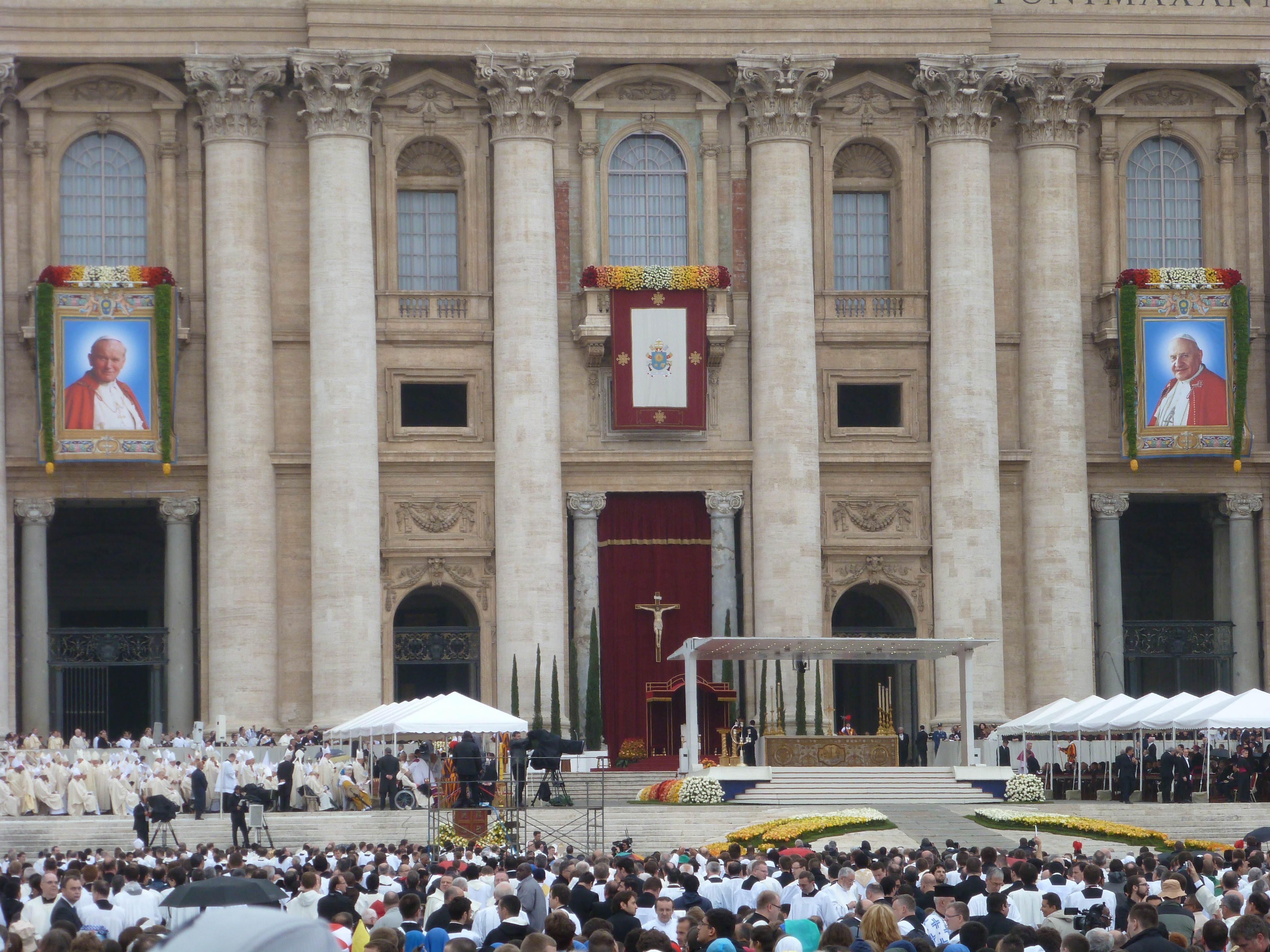
A szentté avatottak képe
a Szent Péter-bazilikán

  - Az Isteni Irgalmasság vasárnapja ünnepén Ferenc pápa Rómában latinul  felolvasva az úgynevezett kanonizációs formulát szentté nyilvánítja XXIII. János és II. János Pál pápákat. (A kereszténység történetében egyedülálló, hogy egyszerre két pápát avattak szentté.)[59]
  - Bejelenti lemondását Csung Hongvon dél-koreai miniszterelnök, aki távozását az április 16-i kompbaleset utáni kormányintézkedések során elkövetett hibákkal indokolja.[60]
  - Az elnökválasztás második fordulóját rendezik Macedóniában, ahol ezzel egy időben előrehozott parlamenti választásokat is tartanak.[61]
- április 29. – Gyűrűs napfogyatkozás az Indiai-óceán déli része, Ausztrália és az Antarktisz felett.
- április 30. - Anglia kivonja a régi 50 fontosokat.

### Május

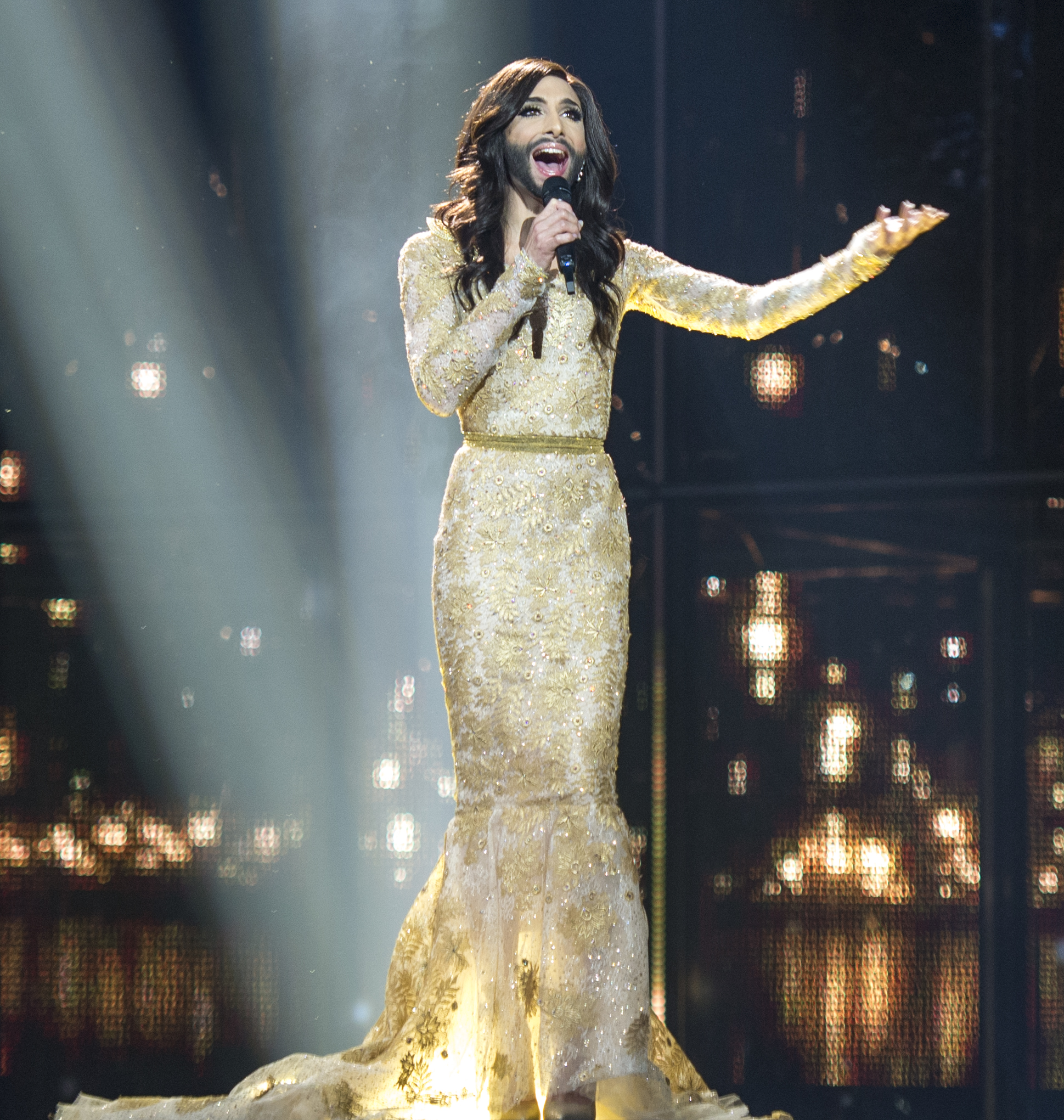
Az osztrák versenyző, Conchita Wurst; a 2014-es Eurovíziós Dalfesztivál győztese

- május 10. – A Conchita Wurst által képviselt Ausztria megnyeri az 59. Eurovíziós Dalfesztivált a dán fővárosban, Koppenhágában. Második helyen végez a  The Common Linnets Hollandia színeiben, a harmadik helyezést Sanna Nielsen (Svédország) kapja meg. A magyar induló, Kállay-Saunders András az 5. helyen végez a fesztivál 26 fős döntőjében.[62]
- május 11.
  - A litvániai elnökválasztás első fordulójában Dalia Grybauskaitė államfő a szavazatok 46%-át szerezi meg. (A szavazás második fordulójára május 25-én kerül sor, egyidejűleg az európai parlamenti választásokkal.)[63]
  - A kelet-ukrajnai Donecki területen népszavazást tartanak az Ukrajnától való elszakadásról.[64] A népszavazás eredményeként a terület – Donyecki Népköztársaság néven – függetlennek nyilváníja magát.[65]
- május 13.
  - Felbujtóként több ember sérelmére elkövetett háborús bűntett, lőszerrel való visszaélés és a kommunista rendszer bűnieknek nyilvános tagadása vádjában a Fővárosi Törvényszék első fokon öt év hat hónapra ítéli és a közügyektől tíz évre eltiltja Biszku Béla volt belügyminisztert.[66]
  - A nyugat-törökországi Soma egyik szénbányájában keletkezett robbanásban 301 ember veszti életét. A szerencsétlenség Somában és országszerte erőszakos tiltakozásokat vált ki, a kormány téve meg felelőssé.[67]
- május 17.
  - Az ún. darnózseli emberölési ügy kezdete
- május 20. – A szerb parlament elfogadja a Vajdaság autonómiáját szabályozó új statútumát, amely szerint a Vajdaság kormányát ezentúl tartományi kormánynak lehet csak nevezni, Újvidék pedig nem a tartomány fővárosa, hanem adminisztratív központja lesz.[68]
- május 22–25. – 2014-es európai parlamenti választások.[69] (Magyarországon a választásokra május 25-én került sor. A 21 magyar EP-képviselői helyből a Fidesz-KDNP 12, a Jobbik 3, az MSZP és a Demokratikus Koalíció 2–2, míg az Együtt-PM és az LMP 1–1 mandátumot szerzett.)[70]
- május 24–26. – Ferenc pápa háromnapos közel-keleti látogatása során ellátogat a jordániai fővárosba, Ammánba – ahol udvariassági látogatáson fogadja őt II. Abdullah király, majd misét mutat be az ammáni nemzetközi stadionban –, felkeresi Betániába Jézus megkeresztelkedésének helyszínét, továbbá Palesztinát és Jeruzsálemet, ahol misét mutat be az Utolsó Vacsora termében.[71][72]
- május 25.
  - Előrehozott elnökválasztást tartanak Ukrajnában, melyen a Vitalij Klicsko vezette Ütés (UDAR) párt jelöltje, Petro Porosenko végez az első helyen, megszerezve a szavazatok 54 százalékát.[73][74]
  - A hivatalban lévő államfő, Dalia Grybauskaite nyeri a litván elnökválasztás második fordulóját a szociáldemokrata Zigmantas Balcytis-szel szemben.[75]
- május 29. – Mesterházy Attila, a Magyar Szocialista Párt (MSZP) elnöke bejelenti, hogy – az MSZP április 6-i országgyűlési és május 25-i európai parlamenti választáson elszenvedett vereségért teljes felelősséget vállalva – lemond mind a pártelnöki, mind a frakcióvezetői tisztéről, és nem indul újra egyik posztért sem.[76]
- május 31. – A Ziyu He által képviselt Ausztria megnyeri a 17. Fiatal Zenészek Eurovízióját a németországi Kölnben. Második helyen végez Urban Stanič Szlovénia színeiben, a harmadik helyezést a magyar Devich Gergely nyeri el.[77]

### Június
- június 2. – I. János Károly spanyol király – megromlott egészségi állapotára hivatkozva – lemond a trónjáról fia, Fülöp herceg javára.[78]
- június 6. – Megalakul a harmadik Orbán-kormány.[79]
- június 7. – A kijevi parlament ünnepélyes ülésén leteszi hivatali esküjét Petro Porosenko ukrán államfő. (Magyarországot Orbán Viktor miniszterelnök képviseli az eseményen.)[80]
- június 8. – A koszovói parlamenti választást a Hashim Thaçi vezette Koszovói Demokrata Párt nyeri a szavazatok valamivel több mint 31 százalékának megszerzésével.[81]

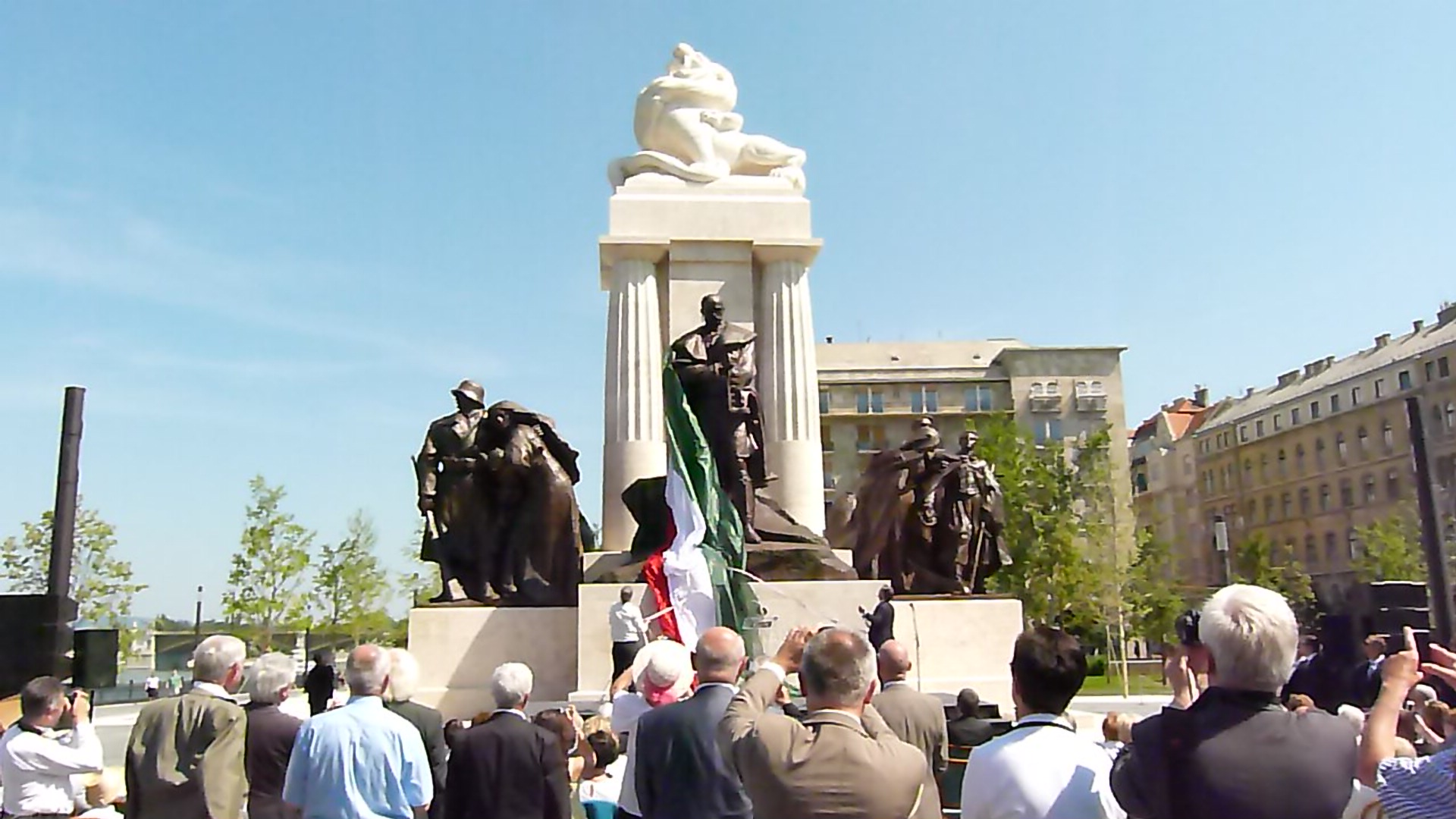
Tisza István szobrának újjáavatása

- június 9. – A Kossuth téren újjáavatják gróf Tisza István szobrát. (Az emlékművét 1934-ben állították fel a Kossuth téren, majd 1945 tavaszán ledöntötték.)[82]
- június 15.
  - A második megbízatási időszakát töltő Ivan Gašparovič-tól Andrej Kiska veszi át a szlovák államfői posztot.[50]
  - Elkezdődik az Inherent Resolve hadművelet.
- június 16. – Oroszország leállítja a gázexportot Ukrajnának, miközben az Európának szánt orosz tranzitgáz mennyiségében, a napi 185 millió köbméterben nincs változás.[83]
- június 19. – A spanyol parlament két házának együttes ülésén felesküszik az ország alkotmányára VI. Fülöp király. (Fülöp – a beiktatási ceremóniáktól függetlenül – már királynak számít, mivel 76 éves apja, I. János Károly előző nap ünnepélyesen aláírta a lemondását lehetővé tevő törvényt.)[84]
- június 20. – Bevonult a börtönbe Janez Jansa volt szlovén kormányfő, az ellenzéki, konzervatív Szlovén Demokrata Párt elnöke, akit korrupciós vádakkal két év letöltendő szabadságvesztésre ítéltek ez év áprilisában.[85]
- június 21. – A Jobbik Magyarországért Mozgalom budapesti tisztújító kongresszusán – titkos szavazáson – újraválasztják a párt elnökévé Vona Gábort.[86]
- június 25.
  - Az ENSZ Biztonsági Tanácsa fél évvel, december 31-ig meghosszabbítja a Golán-fennsíkon szolgálatot teljesítő békefenntartó erők (UNDOF) mandátumát, és hangsúlyozza, hogy a világszervezet katonai erején kívül más erőknek nem szabad jelen lenniük a területen.[87]
  - Alekszandr Borodaj, az egyoldalúan kikiáltott „Donyecki Népköztársaság” miniszterelnöke közleményt ad ki, miszerint a két kelet-ukrajnai szakadár terület, Donyeck és Luhanszk egyesült, és ezzel létrehozták a „népköztársaságok szövetségét”.[88]

### Július
- július 22. – Szentesíti a hadsereg politikai szerepét megerősítő, valamint a katonai puccs vezetőit a hatalomba bebetonozó átmeneti alkotmányt IX. Ráma thaiföldi király.[89]
- július 24. – Arszenyij Jacenyuk ukrán miniszterelnök bejelenti lemondását, miután a törvényhozásban meghiúsult az energiaügyi törvény és a hadsereg finanszírozásának növelését célzó költségvetési jogszabály keresztülvitele. Olekszandr Turcsinov házelnök felszólítja a képviselőket, hogy kezdjenek konzultációkat egy ügyvezető miniszterelnök kinevezéséről.[90] (Az ukrán jogszabályok szerint a kormányfő lemondását a parlamentnek jóvá kell hagynia, ám ezt meg sem várva, még aznap a kormányülésen Volodimir Hrojszman miniszterelnök-helyettest nevezik ki ideiglenes kormányfővé.)[91]
- július 31. – Az ukrán parlament nem fogadta el Arszenyij Jacenyuk miniszterelnök lemondását. (A kormányfő távozása mellett mindössze 16 képviselő szavazott – 14 független és kettő a Régiók Pártja frakciójából – a 450 fős ukrán törvényhozás 331 jelen lévő tagja közül.)[92]

### Augusztus
- augusztus 6. – Bulgáriában hivatalba lép a Bliznaski-kormány

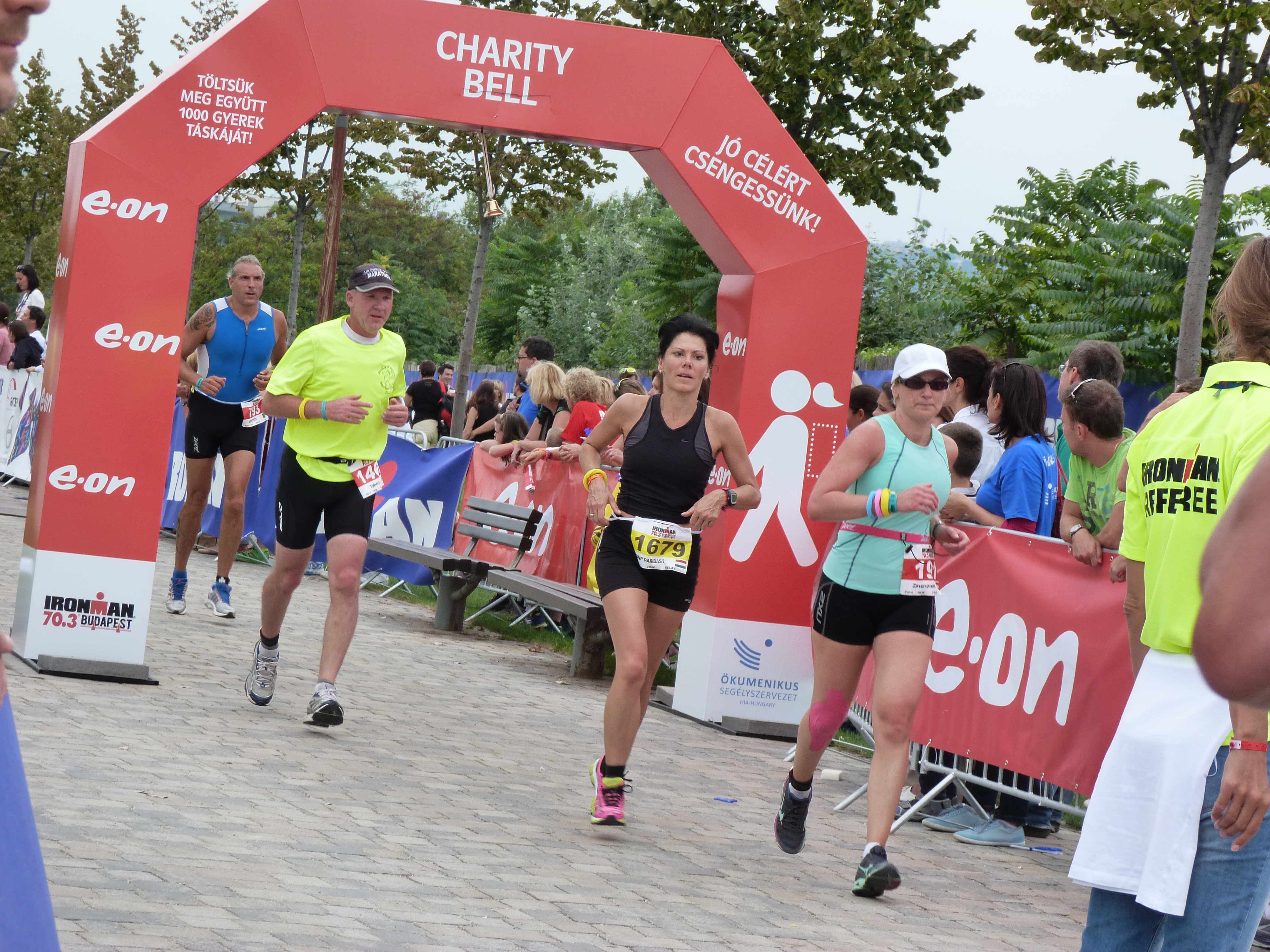
Ironman 70.3 Budapest - 2014

- augusztus 7. – Chuck Hagel amerikai védelmi miniszter Indiába látogat, hogy a két ország közötti katonai együttműködés erősítéséről, egyebek mellett új generációs tankelhárító rakéták közös kifejlesztéséről tárgyaljon.[93]
- augusztus 10.
  - Első közvetlen elnökválasztás Törökországban, melyen az Igazság és Fejlődés Pártja (AKP) színeiben kormányzó konzervatív miniszterelnök, Recep Tayyip Erdoğan végez az első helyen.[94]
  - Felavatják a Ferencvárosi Torna Club új stadionját, a Groupama Arénát Budapesten.[95]
- augusztus 15. – Elindul a Miutcánk magyar közösségi oldal szomszédoknak. Ez az első megosztás alapú közösségi oldal Közép-Európában
- augusztus 23. – Budapesten rendezik meg – Közép-Kelet Európában első ízben – az Ironman 70.3 triatlon versenyt. A sporteseményen részt vesz a bahreini szultán három fia is.
- augusztus 28. – Az al-Kaida nemzetközi terrorhálózat szíriai szárnyaként számon tartott an-Nuszra Front fegyveresei 43 Fidzsi-szigeteki ENSZ-békefenntartót rabolnak el a Golán-fennsík szíriai részén, továbbá az ENSZ-misszió (UNDOF) két helyőrségében szolgáló 72 Fülöp-szigeteki katonát körbezárják és blokád alá veszik. (Az UNDOF ír katonákból álló egysége két nappal később kimenekíti az egyik őrposzton szolgálatot teljesítő 32 Fülöp-szigeteki kéksapkást.)[96][97]

### Szeptember

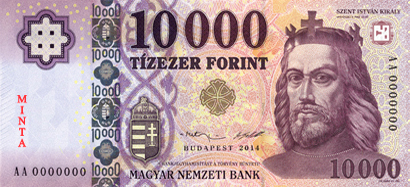
Az új tízezer forintos

- szeptember 2. – Hivatalosan is lehet fizetni a megújított tízezer forintos bankjeggyel, amely azonban csak az év végétől jelenik meg forgalomban.[98]
- szeptember 4–5. – A NATO-tagországok állam- és kormányfőinek kétnapos csúcstalálkozója a walesi Newportban. (A találkozón döntés született a szövetséges katonai jelenlét növeléséről – tekintettel az Ukrajnával szembeni agresszív orosz fellépés miatt – a keleti tagországokban, valamint közös nyilatkozatban ítélték el Oroszországot a Krím önhatalmú elcsatolásáért és a kelet-ukrajnai szakadárok támogatásáért.)[99]
- szeptember 5. – A minszki jegyzőkönyv aláírása. (A tető alá hozott tűzszüneti megállapodás Ukrajna, illetve a szakadár oroszbarát, nemzetközileg el nem ismert de facto államok, a Donyecki Népköztársaság és a Luganszki Népköztársaság között jött létre, amely kísérlet volt a kelet-ukrajnai háború eszkalálódásának megakadályozására.)[100][101][102]
- szeptember 8. – Bejegyzik a Magyar Kétfarkú Kutya Pártot.
- szeptember 18. – Skócia népszavazást tart az ország függetlenségéről, amely a függetlenséget elvető (unionista) tábor győzelmével zárul. (A választási részvétel meghaladta a 84%-ot.)[103]
- szeptember 19.
  - Alex Salmond bejelenti lemondását Skócia első miniszteri (tartományi miniszterelnöki) és a Skót Nemzeti Párt (SNP) vezetői tisztségéről, miután a 18-ai népszavazáson kisebbségben maradtak a skót függetlenség pártiak.[104]
  - Az október 1-jei európai parlamenti meghallgatásra történő eredményes felkészülésre hivatkozva bejelenti lemondását Navracsics Tibor a külgazdasági és külügyminiszteri megbízatásáról. (Jean-Claude Juncker, az Európai Bizottság megválasztott elnöke szeptember 10-én javasolta oktatással, kulturális, ifjúsági és állampolgársági ügyekkel foglalkozó biztosnak Navracsics Tibort.)[105]

### Október
- október 1. – A NATO főtitkári posztján – a korábbi norvég kormányfő – Jens Stoltenberg váltja a dán Anders Fogh Rasmussent.[106]
- október 2. – A török parlament – 298 igén és 98 nem szavazattal, egy év időtartamra – felhatalmazást ad az Ahmet Davutoglu vezette kormánynak, hogy szárazföldi csapatokat és katonai eszközöket vessen be a szomszédos Szíriában és Irakban terrorista csoportok ellen, továbbá hogy – a terrorellenes küzdelem érdekében – külföldi katonák használják az ország támaszpontjait, és Törökországból induljanak bevetésekre ebből a célból.[107]
- október 5–19. – Rendkívüli püspöki szinódust tartottak Rómában a családokkal kapcsolatos kérdésekről.[108]
- október 12. – Önkormányzati választás Magyarországon,[109] amelyet a FIDESZ–KDNP nyert.
- október 20.
  - Mevlut Cavusoglu török külügyminisztérium bejelenti, hogy Törökország megengedi az iraki kurd harcosoknak, hogy a szíriai határon átkeljenek és harcoljanak az Iszlám Állam katonái ellen.[110]
  - Leteszi hivatali esküjét Jakartában Indonézia új államfője, Joko Widodo.[111]
- október 22. – Strasbourgban az Európai Parlament (EP) megszavazza a Jean-Claude Juncker által vezetett új Európai Bizottságot, amelyben Navracsics Tibor a kulturális, oktatási, ifjúságpolitikai és sportügyi biztosi teendőket látja el.[112]
- október 23. – Részleges napfogyatkozás a Csendes-óceán északi része, valamint Észak-Amerika felett.
- október 30. – Margot Wallström svéd külügyminiszter bejelenti, hogy Svédország elismeri a palesztin államot. (Svédország az Európai Unió nyolcadik, de a közösség „régi” tagjai közül az első, amely elismeri a palesztin államiságot.)[113]

### November
- november 1. – Hivatalba lép a luxemburgi Jean-Claude Juncker vezette új Európai Bizottság.[114]
- november 2.
  - Szabadkán, a Zentai úti temetőben az 1944-1945-ben kivégzett ártatlan áldozatok tiszteletére megemlékezést szerveznek. Ez volt az első alkalom, amikor a szerbiai vezetés is lerótta kegyeletét és a megemlékezésen Vučić miniszterelnök bejelentette, hogy a vajdasági Csúrog, Zsablya és Mozsor magyar lakosságának kollektív bűnösségét kimondó jogszabályt hatályon kívül helyezték.[115]
  - A 2014-es romániai elnökválasztás első fordulójában a legtöbb szavazatot Victor Ponta jelenlegi miniszterelnök kapja, aki a november 16-i második fordulóban fog megmérkőzni a második helyen végzett Klaus Johannisszal.[116]
- november 8. – Megnyitja kapuit a Kemény-kastély (Marosvécs).[117][118]
- november 15. – Petro Porosenko ukrán elnök elrendeli minden közszolgálati intézmény kivonását az oroszbarát szeparatisták ellenőrzése alatt álló kelet-ukrajnai területekről. (A döntés egyebek között az iskolákra, a kórházakra és a mentőszolgálatokra vonatkozik.)[119]
- november 16. – A romániai elnökválasztás második fordulóját a Keresztény-Liberális Szövetség (ACL) jelöltje, Nagyszeben polgármestere, Klaus Johannis nyeri.[120]
- november 25. – A Szovjetunióba hurcolt magyar politikai rabok és kényszermunkások emléknapján Latorcai Csaba kiemelt társadalmi ügyekért felelős helyettes államtitkár bejelenti, hogy a kormány a 2015-ös évet a Szovjetunióba hurcolt politikai foglyok és kényszermunkások emlékévének nyilvánítja.[121]

### December
- december 1. – Hivatalba lép az Európai Tanács második elnöke, Donald Tusk, akit augusztus végi csúcstalálkozójukon választottak meg az Európai Unió állam-, és kormányfőit tömörítő uniós intézmény élére a tagállamok vezetői. (A korábbi lengyel kormányfő a belga Herman Van Rompuyt váltotta az intézmény élén.)[122]
- december 14. – A dél-afrikai Rolene Strauss megnyeri a 2014-es Miss World szépségversenyt Londonban. A magyar induló, Kulcsár Edina a 2. helyen végez, mely minden idők legjobb magyar szereplése a verseny történetében. A 3. helyezést Elizabeth Safrit (USA) kapja meg.[123]
- december 17. – Leteszi hivatali esküjét a Victor Ponta miniszterelnök által vezette új román kormány.[124]
- december 21. – Leteszi a hivatali esküjét Klaus Johannis, Románia újonnan megválasztott elnöke a bukaresti parlament ünnepi ülésén.[125]
- december 23. – Az ország „tömbön kívüli” státusának feladásáról és a NATO-csatlakozáshoz vezető út megkezdéséről döntött az ukrán parlament.[126]
- december 26. – Megindul az utasforgalom a Lancsou–Ürümcsi nagysebességű vasútvonalon, mely az „új selyemút” projekt részeként gyors eljutást biztosít Ürümcsibe.[127]
- december 28. – A horvát elnökválasztás első fordulója. (Ivo Josipović jelenlegi államfő, a Szociáldemokrata Párt (SDP) jelöltje és Kolinda Grabar-Kitarović, a jobbközép Horvát Demokrata Közösség (HDZ) jelöltje mérkőzik meg az elnökválasztás második fordulójában, amelyre január 11-én kerül sor.)[128]

### Határozatlan dátumú események
- február – Kijevben több tucat ember életét veszítette a kormánypárti rendőrség és a tüntetők közötti összecsapás-sorozatban. A kormányerők harckocsikat is bevetnek.[129][130][131] Rengeteg embert mesterlövészek lőnek le.[132][133][134][135][136][137] A tüntetők február 22-ére ellenőrzésük alá vonják a kormányzati negyedet, Janukovics elnök elhagyja Kijevet és a parlament Arszenyij Jacenyukot választja meg miniszterelnöknek.[138] Az ukrán belpolitikai válság mellékvizén nagy nemzetközi felháborodást kiváltva orosz fegyveresek február 28-tól kezdve hatalmukba kerítik az Ukrajnához tartozó, de többségében oroszok lakta Krím félszigetet.[139] A balkáni árvíz által érintett területek

A balkáni árvíz által érintett területek

- február – Guineában váratlanul újból felbukkant az ebola. Az orvosok kezdetben nem ismerték fel a betegséget, az elmaradott higiéniai viszonyok, a lassan reagáló kormányok, az alacsony színvonalú egészségügyi ellátás és a lakosság babonái miatt a járvány gyorsan terjedt. Rövidesen elérte Sierra Leone és Libéria területét.[140] Bővebben lásd: 2014-es nyugat-afrikai Ebola-járvány.
- április – Uruguayban – a 2013 decemberében elfogadott szenátusi döntés értelmében – minden 18. életévét betöltött uruguayi az erre kijelölt, állami engedéllyel ellátott üzletekben havi 40 gramm cannabist vehet. (Az országban a marihuána fogyasztás 1974 óta nem bűncselekmény.)[141]
- május – Több mint negyven ember hal meg a Balkán-félsziget nyugati részén pusztító árvizekben. A főként Boszniában és Szerbiában, valamint Horvátország határ menti körzeteiben végighömpölygő árhullám elől egymillió embernek kell elmenekülnie otthonából.[142]
- szeptember – A Magyar Honvédség felszámolja az 54. Veszprém Radarezred 21. (debreceni) és 22. (fürjesi) hagyományos radarszázadait, helyüket átveszi három, 3D-s RAT–31 DL típusú, nagy hatótávolságú felderítőradar (Békéscsaba-Fürjes, Medina, Bánkút).[143]
- az év folyamán – Az Országos Meteorológiai Szolgálat adatai alapján 2014-ben az éves középhőmérséklet 11,86 fok volt Magyarországon. A NASA, valamint a Nemzeti Oceanográfiai és Légköri Hivatal mérései alapján 2014-ben a Föld átlaghőmérséklete 14,6 fok volt.[144]

## Az év témái

### Kiemelt témák és évfordulós emlékévek 2014-ben

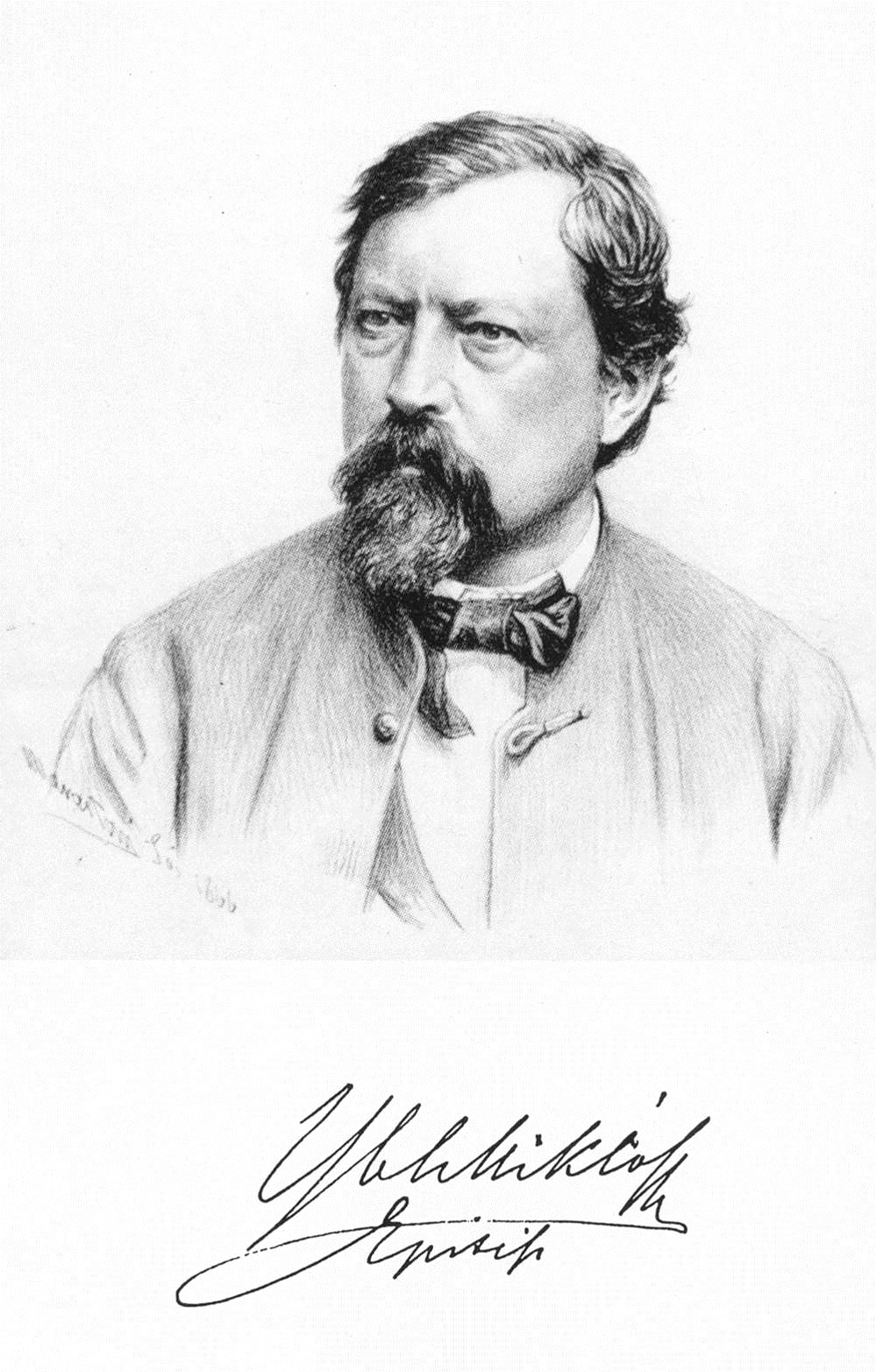
Ybl Miklós

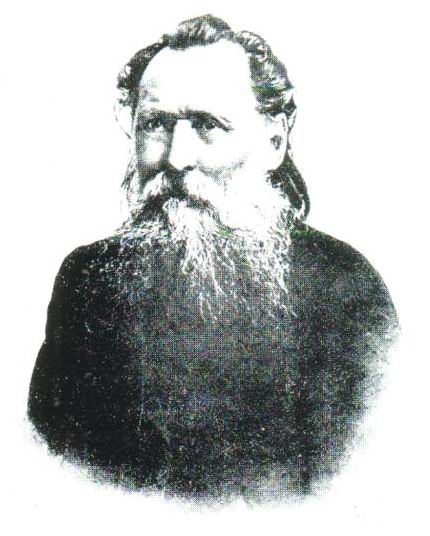
Herman Ottó

#### Kiemelt témák
- 2014-es labdarúgó-világbajnokság

#### Kiemelt emlékévek
- 500 éve tört ki a Dózsa György-féle parasztfelkelés.
- 200 éve született Ybl Miklós.[145]
- 200 éve született és 165 éve hunyt el Gábor Áron.[146]
- 150 éve született Richard Strauss zeneszerző.
- 100 éve történt a szarajevói merénylet
- 100 éve tört ki az első világháború.
- 100 éve született Tolnay Klári.[147]
- 100 éve született Louis de Funès.
- 100 éve hunyt el Pósa Lajos.[148]
- 100 éve hunyt el Herman Ottó.[149]
- 60 éve hunyt el Kolosváry Bálint.[150]
- 20 éve hunyt el Kurt Cobain.
- 20 éve hunyt el Ayrton Senna.
- A holokauszt emlékéve.[151]
- A reformáció és kultúra éve.[152]
- A család nemzetközi éve (az első nemzetközi ENSZ családév 20. évfordulója).[153]

### Választások 2014-ben
- október 26.: 2014-es ukrajnai parlamenti választások

### 2014 a tudományban
- november 12. – Megérkezik a Csurjumov–Geraszimenko üstökösre a Rosetta űrszonda Philae leszállóegysége, mely az első emberi eszköz, ami üstökösre szállt le.

### 2014 a légi közlekedésben
- március 13. – A Haughey Air AgustaWestland AW139-es gépének lezuhanása

### 2014 a sportban
- február 7–23. – XXII. téli olimpiai játékok, Szocsi, Oroszország, 88 nemzet részvételével.
- április 21. – az 1800 fős Felcsúton megnyitják a 3500 fő befogadóképességű Pancho Aréna stadiont.
- június 12–július 13.–20. FIFA labdarúgó világbajnokság, Brazília 12 városában, 32 ország részvételével
- július 13–26. – 2014-es férfi vízilabda-Európa-bajnokság, 2014-es női vízilabda-Európa-bajnokság, Budapest, Magyarország
- július 16–19.–2014-es magyar úszóbajnokság, Debreceni Sportuszoda, Debrecen

### 2014 az irodalomban
- Megjelenik magyar fordításban James Dashner Útvesztő-trilógiájának második kötete, a Tűzpróba.[154]
- Megjelenik magyar fordításban Veronica Roth a Beavatott-trilógiájának harmadik kötete, A hűséges.[155]
- A Ciceró Könyvkiadó Kft. gondozásában megjelenik Veronica Roth a Beavatott-trilógiájának kiegészítő kötete Négyes címmel.[156]

### 2014 a zenében
- David Guetta: Listen
- 2NE1: Crush
- Alexandra Stan: Unlocked
- Alannah Myles: 85 BPM
- Aradszky László: Ugye hosszú még az út?
- Beck: Morning Phase
- 50 Cent: Animal Ambition
- DJ BoBo: Circus
- Jason Derulo: Talk Dirty
- ByTheWay: ....For life
- Amanda Lear: My Happiness
- Király Viktor: 3rd Dimension
- Kelis: Food
- ATB: Contact
- Boyzone: Dublin to Detroit
- Kovács Kati: Nem leszek a játékszered
- Nevergreen: Vendetta
- Bryan Adams: Tracks of My Years
- Bon-Bon: Follow me
- Chris Brown: X
- Calvin Harris: Motion
- Example: Live Life Living
- Enrique Iglesias: Sex and Love
- Halász Judit: Kezdődhet a mulatság
- Hooligans: Társasjáték
- Jessie J: Sweet Talker
- Caramel: Epicentrum
- Sean Paul: Full Frequency
- Ed Sheeran: x
- Coldplay: Ghost Stories
- Linkin Park: The Hunting Party
- Kylie Minogue: Kiss Me Once
- Kowalsky meg a Vega: Még nem éden
- Lisa Stansfield: Seven
- Lenny Kravitz: Strut
- Take That: III
- Maroon 5: V
- Mariah Carey: Me. I Am Mariah... The Elusive Chanteuse
- Magna Cum Laude: Köszönet
- Macy Gray: The Way
- Mike Oldfield: Man on the Rocks
- Zoltán Erika: Szívünkből szólt
- One Direction: Four
- Pharrell Williams: Girl
- Pitbull: Globalization
- Sinéad O’Connor: I'm Not Bossy, I'm the Boss
- The Veronicas: The Veronicas
- Tankcsapda: Urai vagyunk a helyzetnek
- Taylor Swift: 1989
- Shakira: Shakira
- Sophie Ellis-Bextor: Wanderlust
- Starset: Transmissions
- Szandi: Szandi25. Jubileumi Album
- Anastacia: Resurrection
- Sabaton:  Heroes

### 2014 a televízióban
- 2014.03.31. - megszűnik az Animax Közép-Európa, helyébe másnap megkezdi működését a C8 promóciós csatorna

## 2014 a televízióban

### 2014 az informatikában
- A Windows XP terméktámogatása megszűnik.

### 2014 a kriminalisztikában
- január 10. – A Szita Bence-gyilkosság másodfokú tárgyalásán a Pécsi Ítélőtábla helyben hagyta az elsőfokú ítéletet, mely szerint a vádlottakat tényleges életfogytiglani szabadságvesztésre ítélték.[157][158]

## Születések 2014-ben
- február 20. – Eleonóra svéd királyi hercegnő, Bernadotte Magdolna svéd királyi hercegnő és Christopher O'Neill lányaként XVI. Károly Gusztáv svéd király második unokája
- december 10.
  - Gabriella monacói hercegnő, II. Albert monacói herceg és Charlène monacói hercegné ikerlánya, 2 percig, öccse megszületéséig Monaco (prezumptív, feltételezett) trónörököse volt.
  - Jakab monacói trónörökös, II. Albert monacói herceg és Charlène monacói hercegné ikerfia, születésétől fogva Monaco (nyilvánvaló) trónörököse

## Halálozások 2014-ben
- január 5. – Eusébio aranylabdás portugál labdarúgó (* 1942)
- január 11. – Aríél Sárón, Izrael egykori miniszterelnöke (* 1928)
- január 23. – Várady Béla magyar válogatott labdarúgó (* 1953)
- január 31. – Jancsó Miklós kétszeres Kossuth-díjas és Balázs Béla-díjas magyar filmrendező, forgatókönyvíró, érdemes és kiváló művész (* 1921)
- február 1. – Maximilian Schell osztrák filmrendező, színész, producer, forgatókönyvíró, műfordító (* 1930)
- február 2.
  - Karl Erik Bøhn norvég kézilabdázó, edző (* 1965)
  - Philip Seymour Hoffman Oscar-díjas amerikai színész és színházi rendező (* 1967)
- február 8. – Helényi Tibor, grafikus, festőművész (* 1946)
- február 15. – Gyarmati Fanni, Radnóti Miklós felesége (* 1912)
- február 21. – Đoko Rosić szerb származású bolgár színész, számos magyar film szereplője (* 1932)
- február 22. – Csala Zsuzsa Jászai Mari-díjas magyar színművésznő, érdemes művész (* 1933)
- március 1. – Alain Resnais francia filmrendező (* 1922)
- március 4. – Hacser Józsa kétszeres Jászai Mari-díjas magyar színművésznő (* 1931)
- április 4. – Szabó Gyula Kossuth-díjas magyar színművész, a nemzet színésze (* 1930)[159]
- április 6. – Kovács Erzsi magyar énekesnő (* 1928)
- április 17. – Gabriel García Márquez Nobel-díjas kolumbiai író, újságíró, kiadó és politikai aktivista (* 1927)
- május 25. – Wojciech Jaruzelski lengyel tábornok, politikus. Nevéhez fűződik a hadiállapot kihirdetése 1981. december 13-án (* 1923)
- június 9. – Vassné Kovács Emőke magyar logopédus, tanszékvezető főiskolai tanár (* 1933)
- június 13. – Grosics Gyula magyar labdarúgó (kapus), az Aranycsapat tagja (* 1926)
- június 24. – Eli Wallach, amerikai színész (* 1915)
- július 7.
  - Eduard Sevardnadze szovjet-grúz politikus, a Szovjetunió külügyminisztere, Grúzia elnöke (* 1928)
  - Alfredo Di Stéfano argentin–spanyol labdarúgó, edző, a Real Madridban Puskás Ferenc egykori csatártársa (* 1926)
- július 29. – Kiss Péter magyar politikus (MSZP), miniszter (* 1959)
- augusztus 5. – Németh Angéla olimpiai bajnok gerelyhajító (* 1946)
- augusztus 6. – Bajor Imre magyar színész, humorista (* 1957)
- augusztus 11. – Robin Williams Oscar-díjas és Golden Globe-díjas amerikai komikus, színész, rendező, producer (* 1951)
- augusztus 12. – Lauren Bacall Golden Globe-díjas amerikai színésznő (* 1924)
- augusztus 18. – Jeney Lajos Ybl Miklós-díjas építész (* 1933)
- augusztus 24. – Richard Attenborough Oscar-díjas brit rendező (Gandhi), színész (A nagy szökés, Jurassic Park), producer (* 1923)
- szeptember 10. – Sándor Károly magyar labdarúgó, az Aranycsapat tagja (* 1928)
- szeptember 12. – Sztankay István Kossuth-díjas magyar színművész, a nemzet színésze (* 1936)
- szeptember 13. – Avar István Kossuth-díjas magyar színművész, a nemzet színésze (* 1931)
- október 2. – Lázár György kommunista politikus, miniszterelnök (1975-1987) (* 1924)
- október 5. – Jurij Petrovics Ljubimov világhírű orosz színész, rendező, a Taganka Színház alapító-igazgatója (* 1917)
- október 8. – Ponori Thewrewk Aurél magyar csillagász, szakíró (* 1921)
- október 10. – Fülöp Zsigmond Jászai Mari-díjas magyar színművész, érdemes művész (* 1935)
- november 4. – Margitai Ági Kossuth- és Jászai Mari-díjas magyar színművésznő, érdemes és kiváló művész (* 1937)
- november 7. – Gera Zoltán Kossuth-díjas magyar színművész, a nemzet színésze (* 1923)
- december 5. – Fabiola belga királyné (* 1928)
- december 11. – Giorgio Ardisson, olasz színész (* 1931)
- december 22. – Joe Cocker angol blues- és rock-énekes (* 1944)